# Districtul Kherrata
Kherrata este un district din provincia Béjaïa, Algeria.